# Isabelle Duchesnay
Isabelle Duchesnay (18 dicembre 1963) è un'ex danzatrice su ghiaccio canadese naturalizzata francese.

## Palmarès
Con Paul Duchesnay)
| Internazionali            | Internazionali | Internazionali | Internazionali | Internazionali | Internazionali | Internazionali | Internazionali | Internazionali | Internazionali | Internazionali |
| Evento                    | 1982–83        | 1983–84        | 1984–85        | 1985–86        | 1986–87        | 1987–88        | 1988–89        | 1989–90        | 1990–91        | 1991–92        |
| ------------------------- | -------------- | -------------- | -------------- | -------------- | -------------- | -------------- | -------------- | -------------- | -------------- | -------------- |
| Giochi olimpici invernali |                |                |                |                |                | 8°             |                |                |                | 2°             |
| Campionati mondiali       |                |                |                | 12°            | 9°             | 6°             | 3°             | 2°             | 1°             |                |
| Campionati europei        |                |                |                | 8°             | 5°             | 3°             |                | 3°             | 2°             |                |
| Skate America             |                |                |                |                | 1°             |                |                |                |                |                |
| Nebelhorn Trophy          | 2°             |                |                |                |                |                |                |                |                |                |
| Nazionali                 |                |                |                |                |                |                |                |                |                |                |
| Campionati francesi       |                |                |                | 1°             | 1°             |                |                | 1°             | 1°             |                |
| Campionati canadesi       | 4°             | 4°             | 3°             |                |                |                |                |                |                |                |